# 산림조합
산림조합(山林組合)은 대한민국에서 1962년에 설립된 임업협동조합이다.

## 연혁
- 1962년 5월 18일 대한산림조합연합회 설립
- 1965년 4월 5일 잡지 《산림보호》 창간
- 1973년 1월 1일 산림자체기금조성 및 운영업무 개시
- 1977년 임업연수원 설립
- 1993년 6월 11일 산림조합을 임업협동조합으로 개칭
- 1993년 12월 12일 임업협동조합(林業協同組合)으로 출범
- 1994년 12월 22일 임업협동조합법시행령 제정·공포
- 1997년 5월 23일 임산물종합유통센터 설치
- 2000년 1월 21일 산림조합으로 개칭
- 2001년 동부임산물종합유통센터 설치
- 2006년 산림자원조사본부 신설
- 2015년 11월 18일 임업종합연수원 개원
- 2019년 7월 비씨카드망을 이용한 자체 체크카드 발행 개시

### 역대 중앙회장
- 1~4대 장송주 1962년 4월 - 1971년 11월
- 4~5대 권용식 1971년 12월 - 1973년 2월
- 5~7대 조성래 1973년 7월 - 1980년 7월
- 8대 이응래 1980년 9월 - 1983년 9월
- 9대 손종호 1983년 11월 - 1986년 11월
- 10대 송동섭 1986년 12월 - 1990년 1월
- 11대 차종태 1990년 1월 - 1994년 1월
- 12~14대 이윤종 1994년 1월 - 2004년 1월
- 15대 최용안 2004년 2월 - 2004년 10월
- 16~18대 장일환 2004년 11월 - 2014년 10월
- 19~20대 이석형 2014년 11월 - 2019년 12월
- 21대 최창호 2020년 1월 - 현재

## 조직
산림조합중앙회와 9개의 지역본부, 10개의 지사무소, 연수원 및 훈련원 4개원, 4개의 자회사, 시, 군 단위 142개 지역조합이 있다.

### 지역본부
| 지역본부             | 설립일          | 현황                                       |
| -------------------- | --------------- | ------------------------------------------ |
| 서울인천경기지역본부 | 1962년 5월 18일 | 경기도 수원시 권선구 권광로 86             |
| 강원지역본부         | 1962년 6월 30일 | 강원특별자치도 춘천시 영서로 2956          |
| 충북지역본부         | 1962년 5월 21일 | 충청북도 청주시 서원구 서부로 1431         |
| 대전세종충남지역본부 | 1962년 5월 31일 | 대전광역시 대덕구 동서대로 1800            |
| 전북지역본부         | 1962년 5월 31일 | 전북특별자치도 전주시 덕진구 견훤로 324    |
| 광주전남지역본부     | 1961년 4월 30일 | 광주광역시 광산구 북문대로 663             |
| 대구경북지역본부     | 1961년 4월 30일 | 대구광역시 동구 신암남로 156               |
| 부산울산경남지역본부 | 1962년 5월 1일  | 경상남도 창원시 의창구 중앙대로 162번길 11 |
| 제주지역본부         | 1962년 5월 31일 | 제주시 남성로 9길 26                       |

### 지사무소
| 지사무소         | 설립일 | 현황                                       |
| ---------------- | ------ | ------------------------------------------ |
| 산림자원조사본부 | 2006년 | 대전광역시 대덕구 동서대로 1800            |
| 산림종합기술본부 | 1990년 | 대전광역시 대덕구 동서대로 1800            |
| 북부산림사업본부 | 1991년 | 강원특별자치도 홍천군 홍천읍 설악로 962-46 |
| 동부산림사업본부 | 1991년 | 강원특별자치도 동해시 동해대로 6100        |
| 남부산림사업본부 | 1990년 | 경상북도 안동시 대안로 197                 |
| 산림버섯연구센터 | 1956년 | 경기도 여주시 농산로 62                    |
| 임산물유통센터   | 1976년 | 경기도 여주시 농산로 64                    |
| 중부목재유통센터 | 1997년 | 경기도 여주시 농산로 90                    |
| 동부목재유통센터 | 2004년 | 강원특별자치도 동해시 동해대로 6100        |
| IT본부           | 1994년 | 대전광역시 대덕구 동서대로 1800            |

### 연수원 및 훈련원
| 연수원           | 설립일 | 현황                                          |
| ---------------- | ------ | --------------------------------------------- |
| 임업인종합연수원 | 2010년 | 경상북도 청송군 부동면 주왕산로 698-35        |
| 훈련원           | 설립일 | 현황                                          |
| 임업기술훈련원   | 1975년 | 경상남도 양산시 하북면 삼동로 10              |
| 임업기계훈련원   | 1982년 | 강원특별자치도 강릉시 연곡면 진고개로 2530-30 |
| 임업기능인훈련원 | 1984년 | 전북특별자치도 진안군 부귀면 전진로 2685-6    |

### 자회사 및 해외자회사
| 자회사                  | 설립일     | 현황                                                                                    |
| ----------------------- | ---------- | --------------------------------------------------------------------------------------- |
| SJ씨엔티(주)            | 2015년 6월 | 서울특별시 송파구 삼학사로 99 5층                                                       |
| SJ산림조합상조(주)      | 2016년 8월 | 서울특별시 송파구 삼학사로 99 5층                                                       |
| 해외자회사              | 설립일     | 현황                                                                                    |
| 베트남 Sanrimjohap VINA | 1999년     | 31 D2-Van Thanh Bac, Ward 25, Binh Thanh Dist., HCMC, 70000 Vietnam                     |
| 인도네시아 PT. KIFC     | 2008년     | Mugi Griya Building 3rd Fl, Suit 301, JL MT. Haryono Kav. 10 Jakarta Selatan, Indonesia |

### 회원조합
| 회원조합               | 설립일                 | 현황                                          |
| ---------------------- | ---------------------- | --------------------------------------------- |
| 경기                   |                        |                                               |
| 양주지역산림조합       | 1962년                 | 경기도 의정부시 평화로 675                    |
| 여주시산림조합         | 1962년                 | 경기도 여주시 청심로 88                       |
| 평택시산림조합         | 1962년                 | 경기도 평택시 중앙로 260                      |
| 화성수원오산산림조합   | 1962년                 | 경기도 화성시 남양읍 무하로 83                |
| 시흥지역산림조합       | 1962년                 | 경기도 시흥시 시청로68번길 19                 |
| 파주시산림조합         | 1962년                 | 경기도 파주시 새꽃로 230                      |
| 고양시산림조합         | 1962년                 | 경기도 고양시 덕양구 토당로 162번길 34        |
| 광주성남하남산림조합   | 1962년                 | 경기도 광주시 문화로 14                       |
| 연천군산림조합         | 1962년                 | 경기도 연천군 연천읍 연천로 34                |
| 포천시산림조합         | 1962년                 | 경기도 포천시 중앙로 80                       |
| 가평군산림조합         | 1962년                 | 경기도 가평군 가평읍 가화로 52                |
| 양평군산림조합         | 1962년                 | 경기도 양평군 양평읍 물안개공원길 38          |
| 이천시산림조합         | 1962년                 | 경기도 이천시 중리천로 72번길2                |
| 용인시산림조합         | 1962년                 | 경기도 용인시 처인구 중부대로 1345            |
| 안성시산림조합         | 1962년                 | 경기도 안성시 중앙로 425번길 4                |
| 김포시산림조합         | 1962년                 | 경기도 김포시 중봉1로 10                      |
| 강화군산림조합         | 1962년                 | 인천광역시 강화군 선원면 중앙로 115           |
| 옹진부천산림조합       | 1962년                 | 인천광역시 중구 연안부두로 91번길 8           |
| 인천산림조합           | 1983년                 | 인천광역시 남동구 남촌로 57                   |
| 서울시산림조합         | 1995년                 | 서울시 강동구 명일로 243                      |
| 강원                   |                        |                                               |
| 춘천시산림조합         | 1962년                 | 강원특별자치도 춘천시 춘천로 290-1            |
| 홍천군산림조합         | 1962년                 | 강원특별자치도 홍천군 홍천읍 홍천로 361       |
| 횡성군산림조합         | 1962년                 | 강원특별자치도 횡성군 횡성읍 한우로 300       |
| 원주시산림조합         | 1962년                 | 강원특별자치도 원주시 금불2길 33              |
| 영월군산림조합         | 1962년                 | 강원특별자치도 영월군 영월읍 단종로 33번길 50 |
| 평창군산림조합         | 1962년                 | 강원특별자치도 평창군 평창읍 노성로 25        |
| 정선군산림조합         | 1962년                 | 강원특별자치도 정선군 정선읍 봉양4길 23       |
| 철원군산림조합         | 1962년                 | 강원특별자치도 철원군 갈말읍 명성로 190-1     |
| 화천군산림조합         | 1962년                 | 강원특별자치도 화천군 화천읍 중앙로6길 21-2   |
| 양구군산림조합         | 1962년                 | 강원특별자치도 양구군 양구읍 사명길 113       |
| 인제군산림조합         | 1962년                 | 강원특별자치도 인제군 인제읍 비봉로 30        |
| 고성군산림조합         | 1962년                 | 강원특별자치도 고성군 간성읍 간성북로 3       |
| 양양속초산림조합       | 1962년                 | 강원특별자치도 양양군 양양읍 남문로 13        |
| 강릉시산림조합         | 1962년                 | 강원특별자치도 강릉시 남구길23번길 24         |
| 삼척동해태백산림조합   | 1962년                 | 강원특별자치도 삼척시 새천년도로 473          |
| 충북                   |                        |                                               |
| 청주산림조합           | 1962년                 | 충청북도 청주시 상당구 상당로 15              |
| 보은군산림조합         | 1962년                 | 충청북도 보은군 보은읍 교사삼산1길 18         |
| 옥천군산림조합         | 1962년                 | 충청북도 옥천군 옥천읍 옥천로 2030            |
| 영동군산림조합         | 1962년                 | 충청북도 영동군 영동읍 제2교로 26             |
| 진천군산림조합         | 1962년                 | 충청북도 진천군 진천읍 상산로 56-8            |
| 괴산증평산림조합       | 1962년                 | 충청북도 괴산군 괴산읍 읍내로13길 33          |
| 음성군산림조합         | 1962년                 | 충청북도 음성군 음성읍 중앙로 62              |
| 충주산림조합           | 1962년                 | 충청북도 충주시 번영대로 79                   |
| 제천산림조합           | 1962년                 | 충청북도 제천시 명륜로 76                     |
| 단양군산림조합         | 1962년                 | 충청북도 단양군 단양읍 별곡1로 25             |
| 충남                   |                        |                                               |
| 대전광역시산림조합     | 1962년                 | 대전광역시 서구 갈마로 59                     |
| 세종특별자치시산림조합 | 1962년(연기군산림조합) | 세종특별자치시 조치원읍 세종로 2355           |
| 천안시산림조합         | 1962년                 | 충청남도 천안시 동남구 충절로 104             |
| 공주시산림조합         | 1962년                 | 충청남도 공주시 관골1길 27                    |
| 보령시산림조합         | 1960년                 | 충청남도 보령시 대천로 92                     |
| 아산시산림조합         | 1962년                 | 충청남도 아산시 충무로20번길 21               |
| 서산시산림조합         | 1962년                 | 충청남도 서산시 중앙로 114                    |
| 논산계룡산림조합       | 1962년                 | 충청남도 논산시 시민로331번길 7               |
| 당진시산림조합         | 1962년                 | 충청남도 당진시 당진중앙1로 126               |
| 금산군산림조합         | 1962년                 | 충청남도 금산군 금산읍 오리정3길 10-8         |
| 부여군산림조합         | 1962년                 | 충청남도 부여군 부여읍 궁남로 23              |
| 서천군산림조합         | 1962년                 | 충청남도 서천군 서천읍 충절로 112             |
| 청양군산림조합         | 1962년                 | 충청남도 청양군 청양읍 중앙로 64              |
| 홍성군산림조합         | 1962년                 | 충청남도 홍성군 홍성읍 문화로 94-1            |
| 예산군산림조합         | 1962년                 | 충청남도 예산군 예산읍 역전로 125번길 30-9    |
| 태안군산림조합         | 1992년                 | 충청남도 태안군 태안읍 시장5길 20             |
| 전북                   |                        |                                               |
| 완주군산림조합         | 1962년                 | 전북특별자치도 전주시 완산구 안행로 39        |
| 진안군산림조합         | 1962년                 | 전북특별자치도 진안군 진안읍 진장로 22        |
| 무주군산림조합         | 1962년                 | 전북특별자치도 무주군 무주읍 단천로 150       |
| 장수군산림조합         | 1962년                 | 전북특별자치도 장수군 장수읍 준비길 9         |
| 임실군산림조합         | 1962년                 | 전북특별자치도 임실군 임실읍 중동1길 6        |
| 남원산림조합           | 1962년                 | 전북특별자치도 남원시 광한북로 94-7           |
| 순창군산림조합         | 1962년                 | 전북특별자치도 순창군 순창읍 순창6길 15       |
| 정읍산림조합           | 1962년                 | 전북특별자치도 정읍시 명덕1길 64              |
| 고창군산림조합         | 1962년                 | 전북특별자치도 고창군 고창읍 중앙로 282       |
| 부안군산림조합         | 1962년                 | 전북특별자치도 부안군 부안읍 석정로 241       |
| 김제산림조합           | 1994년                 | 전북특별자치도 김제시 동서로 286              |
| 군산산림조합           | 1962년                 | 전북특별자치도 군산시 조촌로 101              |
| 익산산림조합           | 1962년                 | 전북특별자치도 익산시 익산대로 52길 22        |
| 전남                   |                        |                                               |
| 광주광역시산림조합     | 1962년                 | 광주광역시 서구 상무대로 1133                 |
| 여수시산림조합         | 1962년                 | 전라남도 여수시 만성로 80-1                   |
| 순천시산림조합         | 1962년                 | 전라남도 순천시 대석길35                      |
| 나주시산림조합         | 1962년                 | 전라남도 나주시 완사천길 18                   |
| 광양시산림조합         | 1962년                 | 전라남도 광양시 광양읍 인덕로 1029            |
| 담양군산림조합         | 1962년                 | 전라남도 담양군 담양읍 삼거리길 12-21         |
| 곡성군산림조합         | 1962년                 | 전라남도 곡성군 곡성읍 군청로 32              |
| 구례군산림조합         | 1962년                 | 전라남도 구례군 구례읍 5일시장큰길 31         |
| 고흥군산림조합         | 1962년                 | 전라남도 고흥군 고흥읍 여산당촌길 23          |
| 보성군산림조합         | 1962년                 | 전라남도 보성군 보성읍 중앙로 86              |
| 화순군산림조합         | 1962년                 | 전라남도 화순군 화순읍 쌍충로 77              |
| 장흥군산림조합         | 1962년                 | 전라남도 장흥군 장흥읍 건산로 62              |
| 강진군산림조합         | 1962년                 | 전라남도 강진군 강진읍 영랑로1길 34           |
| 해남군산림조합         | 1962년                 | 전라남도 해남군 해남읍 교육청길 54-3          |
| 영암군산림조합         | 1962년                 | 전라남도 영암군 영암읍 중앙로 93              |
| 무안군산림조합         | 1962년                 | 전라남도 무안군 무안읍 면성1길 118-1          |
| 함평군산림조합         | 1962년                 | 전라남도 함평군 함평읍 영수길 99              |
| 영광군산림조합         | 1962년                 | 전라남도 영광군 영광읍 천년로12길 54          |
| 장성군산림조합         | 1962년                 | 전라남도 장성군 장성읍 청운길 35              |
| 완도군산림조합         | 1962년                 | 전라남도 완도군 완도읍 개포로 151             |
| 진도군산림조합         | 1962년                 | 전라남도 진도군 진도읍 동외1길 19-2           |
| 신안군산림조합         | 1969년                 | 전라남도 목포시 양을로 67-1                   |
| 경북                   |                        |                                               |
| 군위군산림조합         | 1962년                 | 대구광역시 군위군 군위읍 중앙5길 11           |
| 대구달성산림조합       | 1962년                 | 대구광역시 달성군 화원읍 화암로 10            |
| 포항시산림조합         | 1962년                 | 경상북도 포항시 북구 중앙로 363               |
| 경주시산림조합         | 1962년                 | 경상북도 경주시 알천북로 271                  |
| 김천시산림조합         | 1962년                 | 경상북도 김천시 영남대로 2059                 |
| 안동시산림조합         | 1962년                 | 경상북도 안동시 퇴계로 97                     |
| 구미시산림조합         | 1962년                 | 경상북도 구미시 선산읍 남문로 50              |
| 영주시산림조합         | 1962년                 | 경상북도 영주시 영주로231번길 12              |
| 영천시산림조합         | 1962년                 | 경상북도 영천시 금완로 48                     |
| 상주시산림조합         | 1962년                 | 경상북도 상주시 영남제일로 1785               |
| 문경시산림조합         | 1962년                 | 경상북도 문경시 매봉1길 67                    |
| 경산시산림조합         | 1962년                 | 경상북도 경산시 대학로16길 26                 |
| 의성군산림조합         | 1962년                 | 경상북도 의성군 의성읍 후죽5길 13             |
| 청송군산림조합         | 1962년                 | 경상북도 청송군 청송읍 중앙로 249-9           |
| 영양군산림조합         | 1962년                 | 경상북도 영양군 영양읍 황용천길 40            |
| 영덕군산림조합         | 1962년                 | 경상북도 영덕군 영덕읍 중앙길 104             |
| 청도군산림조합         | 1962년                 | 경상북도 청도군 청도읍 청화로 129             |
| 고령군산림조합         | 1962년                 | 경상북도 고령군 대가야읍 우륵로 78            |
| 성주군산림조합         | 1962년                 | 경상북도 성주군 성주읍1길 3                   |
| 칠곡군산림조합         | 1962년                 | 경상북도 칠곡군 왜관읍 달오2길 26             |
| 예천군산림조합         | 1962년                 | 경상북도 예천군 예천읍 양궁로 57              |
| 봉화군산림조합         | 1962년                 | 경상북도 봉화군 봉화읍 내성로1길 71           |
| 울진군산림조합         | 1962년                 | 경상북도 울진군 울진읍 울진중앙로 46          |
| 울릉군산림조합         | 1962년                 | 경상북도 울릉군 울릉읍 봉래길 250             |
| 경남                   |                        |                                               |
| 부산광역시산림조합     | 1962년                 | 부산광역시 동래구 충렬대로 543                |
| 울산광역시산림조합     | 1962년                 | 울산광역시 남구 옥현로 117                    |
| 창원시산림조합         | 1962년                 | 경상남도 창원시 의창구 천주로1번길 14         |
| 진주시산림조합         | 1962년                 | 경상남도 진주시 도동천로 152-1                |
| 통영시산림조합         | 1962년                 | 경상남도 통영시 북신로 29                     |
| 사천시산림조합         | 1962년                 | 경상남도 사천시 정동면 진삼로 1396            |
| 김해시산림조합         | 1962년                 | 경상남도 김해시 함박로 119번길3               |
| 밀양시산림조합         | 1962년                 | 경상남도 밀양시 내이5길 6                     |
| 거제시산림조합         | 1962년                 | 경상남도 거제시 고현로 13길2                  |
| 양산시산림조합         | 1962년                 | 경상남도 양산시 서일동1길 42                  |
| 의령군산림조합         | 1962년                 | 경상남도 의령군 의령읍 의병로 147             |
| 함안군산림조합         | 1962년                 | 경상남도 함안군 가야읍 함마대로 1516-1        |
| 창녕군산림조합         | 1962년                 | 경상남도 창녕군 창녕읍 당산길51               |
| 고성군산림조합         | 1962년                 | 경상남도 고성군 고성읍 동외로 170-1           |
| 남해군산림조합         | 1962년                 | 경상남도 남해군 남해읍 화전로 46              |
| 하동군산림조합         | 1962년                 | 경상남도 하동군 하동읍 중앙로 42              |
| 산청군산림조합         | 1962년                 | 경상남도 산청군 산청읍 덕계로 13-33           |
| 함양군산림조합         | 1962년                 | 경상남도 함양군 함양읍 용평2길 22             |
| 거창군산림조합         | 1962년                 | 경상남도 거창군 거창읍 거함대로4길 64         |
| 합천군산림조합         | 1962년                 | 경상남도 합천군 합천읍 동서로 91-11           |
| 제주                   |                        |                                               |
| 제주시산림조합         | 1962년                 | 제주특별자치도 제주시 일주서로 7815           |
| 서귀포시산림조합       | 1962년                 | 제주특별자치도 서귀포시 중산간동로 8462-2     |

## 사업
경제사업으로는 사유림경영지도, 산림자원조성, 산림경영기반구축, 임산물유통, 해외임산자원개발을 하고있으며, 신용사업으로는 여.수신업무, 정부정책자금 위탁수행등의 금융업무를 하고있다.
- 임업기술지도사업
- 영림계획의 작성과 조림·육림·산림보호 및 지정개발사업
- 산림용 종·묘 및 조경목의 채취·보관·육성·판매·알선
- 임도의 시설·운영과 조경·사방 기타 산림토목의 시공
- 임업용 기자재의 공급 및 알선
- 임산물의 생산·수집·운반·가공·보관·판매·알선 및 검사
- 임지 또는 입목의 평가와 매매·이용·교환 등의 알선
- 산림개발기금의 취급 및 임업자금 등의 관리·운용과 자체자금 조성 및 운용
- 감독관청 또는 중앙회가 지시·지정 또는 위탁하는 사업
- 각 사업의 부대사업

## 같이 보기
- 농협
- 수협
- 상호금융
- 비씨카드
- 현대카드